# 切列波韋茨
切列波韦茨（俄语：Череповец，羅馬化：Cherepovets，俄語發音：[tɕɪrʲɪpɐˈvʲets]）是位于俄罗斯沃洛格达州的一座城市，位于塞克斯纳河岸（伏尔加河的一条支流）和雷宾斯克水库岸边的州的西部。截至2010年人口普查，其人口为312,310，是该州人口最多的城市。

## 名称由来
“切列波韦茨”这个词的起源在当地历史学家们中是一个争论话题。其中一个版本称是从“头骨”（俄语cherep）这个词中得到了它的名字。在古代，在Sheksna和Yagorba河流交汇的山上，有一个异教徒的避难所在那里纪念Veles神。山顶被称为“头骨”。另一个版本表明，“Cherepovets”这个词源于居住在Sheksna的部落“Ves”（весь）的名字。根据一些传说，“Cherepovets”以当地土着Veps的语言表示，意思是“Veps的鱼山”。

## 地理位置
这座城市处于伏尔加 - 波罗的海主要河道，东西部铁路和天然气管道以及俄罗斯联邦两个城市 - 莫斯科和圣彼得堡之间的十字路口。

## 历史

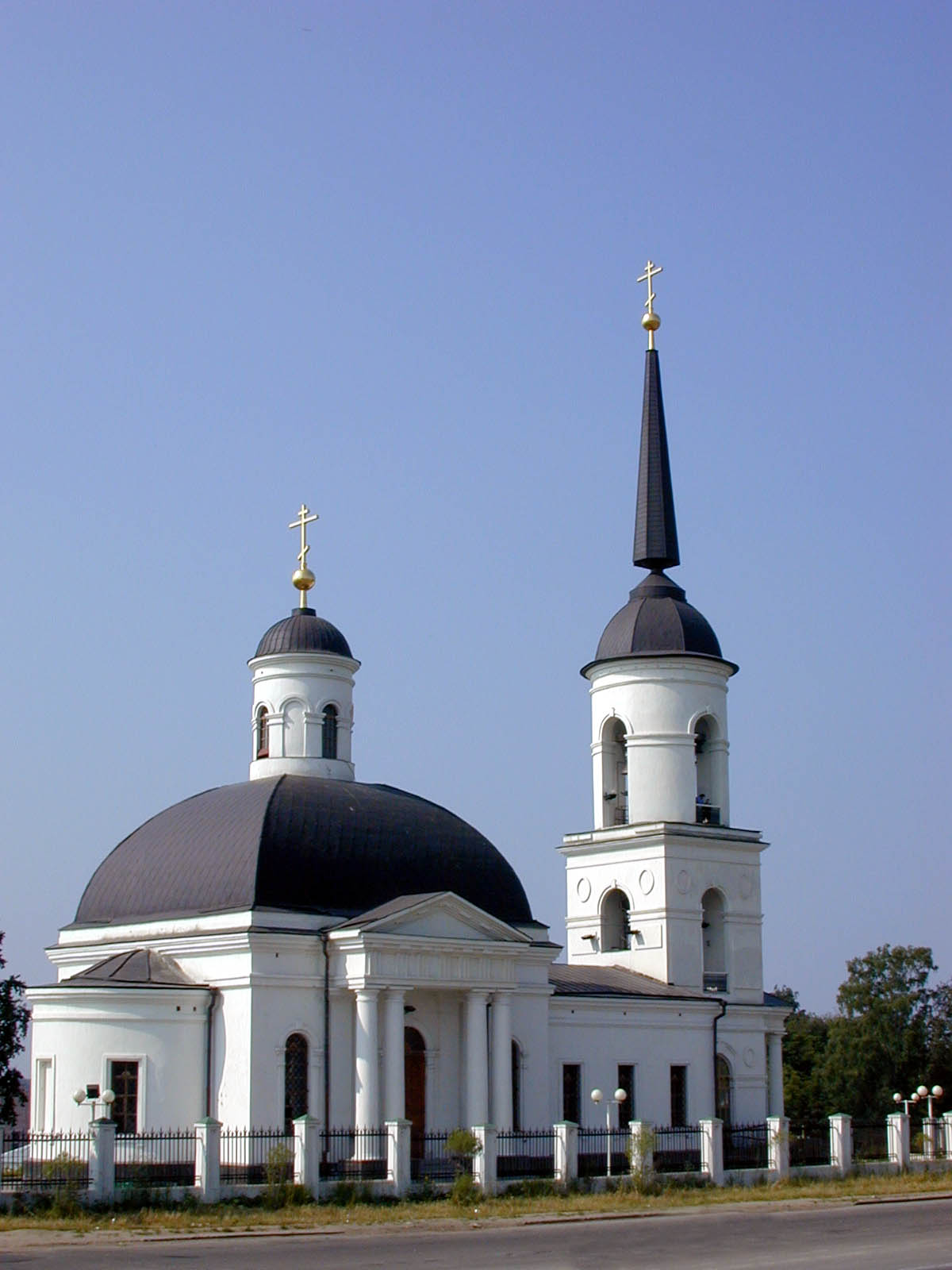
Restored Church of the Nativity (1789)

切列波韦茨的传统历史上归于两位东正教神父Feodosy和Afanasy。1362年，他们建立了Cherepovets复活修道院，在附近建立了一个Fedosyevo小村庄。历史学家认为前Fedosyevo村庄位于现代的切列波韦茨中心。通过几个世纪的时间才能将小村庄发展成为一个着名的贸易，制造和交通区域中心。1777年，切列波维茨被凯瑟琳大帝授予了城市地位，并成为诺夫哥罗德省行政结构中的一个独立城市。
1810年建造的马林斯克运河系统对城市的发展产生了重大影响。马林斯克运河系统将切列波韦茨与南部的伏尔加河以及西部的波罗的海连接起来。当时，该市至1863年仍处于发展的初期阶段，拥有3000名居民。长期以来，拥有7名工人的城市砖瓦厂是切列波韦茨唯一的工业企业。
1861年解放之后，城市的发展变得更加活跃。造船业的出现使这座城市很快成为一个着名的造船和物流中心，与主要的区域铁路和水路相连。到1915年，人口已经增长到10,000人。
革命后，1918年3月，诺夫哥罗德省的东部地区改名为以切列波韦茨为中心的切列波韦茨省。新省成立不到10年，1927年它与列宁格勒省、诺夫哥罗德省、普斯科夫省和摩尔曼斯克省合并为一个单一的列宁格勒州。1937年9月，切列波韦茨省的大部分地区（除季赫文地区）被转移到新成立的沃洛格达州。
该城市的后续发展与Cherepovets冶金厂（现在称为谢韦尔铁矿厂）于1955年完成建设密切相关，该厂是全国第二大冶金厂。与前苏联大多数重要的冶金中心不同，未来钢铁厂的选址远离实际矿产资源和矿藏。其原因在于拥有完善的基础设施，使铁路、公路和水路将该国北部和西北部连接成一个单一的运营系统的物流优势。它连接沃尔库塔和摩尔曼斯克州的Olenegorsk等远程采矿中心。
工业中心的迅速发展彻底改变了这座城市，到20世纪60年代初，人口超过10万人（比二战前人口的三倍还多）。到1970年，切列波韦茨已成为沃洛格达州人口最多的城市。

## 行政和市政地位
在行政区划的框架内，切列波韦茨作为切列波韦茨区的行政中心，虽然它不是它的一部分。作为一个行政区划，它被单独列为“切列波韦茨州的重要城市”（州内四个州之一）- 一个行政单位，地位与地区相同。作为市政部门，切列波韦茨的重要城市被纳入Cherepovets Urban Okrug。

## 经济
切列波韦茨是俄罗斯西北部重要的工业中心，以俄罗斯最大的钢铁制造工厂而闻名，出口量达到全球50多个国家。

### 冶金
随着20世纪30年代后期冶金工程的建设，该市开始迅速发展。第一批工厂的高炉于1955年投入运行。第一批切列波韦茨钢铁于1955年8月生产，1958年5月生产钢铁。1959年2月，第一批钢锭在盛开的轧机中轧制，同年11月，生产出第一块热轧板。
如今，复杂的炼钢和炼钢生产过程高度机械化并自动运行。根据金属生产工程和技术的最新成果，工厂的商店已经现代化。股份公司'Severstal'（LSE，MOEX）是一个全球黑色和有色金属出口国：铁，钢，热轧板，冷轧成型形状和其他产品。

### 化工
这个城市的第二大产业是化学工业。其主要生产区域集中在矿物肥料。PhosAgro（LSE，MOEX）是欧洲最大的磷酸盐肥料和磷酸和硫酸生产商。它也是俄罗斯NPK肥料，氨和硝酸铵的主要生产商之一。
作为冶金和化学生产量大的结果使得切列波韦茨是世界上污染最严重的城市之一。根据2011年的评估，该城市仅次于俄罗斯诺里尔斯克。

### 运输
切列波韦茨由切列波韦茨机场服务，该机场是Severstal Air Company的所在地。
切列波韦茨有铁路和公路通往沃洛格达，沃洛格达州，该州的行政中心，俄罗斯首都莫斯科和圣彼得堡。

## 气候
切列波韦茨拥有独特的四季潮湿大陆性气候（略高于亚北极地区），夏季温暖，俄罗斯标准冬季寒冷而不是极度寒冷。在第四个最暖的月份，在平均气温10°C（50°F）以上，年平均温度高于冰点3.3°C（37.9°F）时，它落入潮湿的大陆区。然而，冬季持续五个月，使得过渡时期相当短。
| Cherepovets         | Cherepovets | Cherepovets | Cherepovets | Cherepovets | Cherepovets | Cherepovets | Cherepovets | Cherepovets | Cherepovets | Cherepovets | Cherepovets | Cherepovets | Cherepovets |
| 月份                | 1月         | 2月         | 3月         | 4月         | 5月         | 6月         | 7月         | 8月         | 9月         | 10月        | 11月        | 12月        | 全年        |
| ------------------- | ----------- | ----------- | ----------- | ----------- | ----------- | ----------- | ----------- | ----------- | ----------- | ----------- | ----------- | ----------- | ----------- |
| 历史最高温 °C（°F） | 5.4 (41.7)  | 6.7 (44.1)  | 16 (61)     | 26 (79)     | 32.2 (90.0) | 33.7 (92.7) | 35.7 (96.3) | 36.2 (97.2) | 27.8 (82.0) | 22.5 (72.5) | 11.4 (52.5) | 8.5 (47.3)  | 36.2 (97.2) |
| 平均高温 °C（°F）   | −6.6 (20.1) | −5.7 (21.7) | 0.6 (33.1)  | 8.5 (47.3)  | 16.5 (61.7) | 20.4 (68.7) | 23.1 (73.6) | 20.2 (68.4) | 14.2 (57.6) | 6.9 (44.4)  | −0.9 (30.4) | −5.9 (21.4) | 7.6 (45.7)  |
| 日均气温 °C（°F）   | −10 (14)    | −9.7 (14.5) | −3.8 (25.2) | 3.4 (38.1)  | 10.5 (50.9) | 14.9 (58.8) | 17.5 (63.5) | 14.7 (58.5) | 9.4 (48.9)  | 3.6 (38.5)  | −3.5 (25.7) | −7.9 (17.8) | 3.3 (37.9)  |
| 平均低温 °C（°F）   | −15 (5)     | −15 (5)     | −10 (14)    | −1 (30)     | 4 (39)      | 9 (48)      | 12 (54)     | 10 (50)     | 5 (41)      | 0 (32)      | −5 (23)     | −11 (12)    | −1 (29)     |
| 历史最低温 °C（°F） | −48 (−54)   | −38 (−36)   | −35 (−31)   | −21 (−6)    | −12 (10)    | −2 (28)     | 2 (36)      | 1 (34)      | −6 (21)     | −22 (−8)    | −32 (−26)   | −40 (−40)   | −48 (−54)   |
| 平均降水量 mm（）   | 46 (1.8)    | 37 (1.5)    | 38 (1.5)    | 31 (1.2)    | 45 (1.8)    | 76 (3.0)    | 72 (2.8)    | 77 (3.0)    | 57 (2.2)    | 59 (2.3)    | 54 (2.1)    | 55 (2.2)    | 647 (25.4)  |
| 来源：              |             |             |             |             |             |             |             |             |             |             |             |             |             |

## 现代

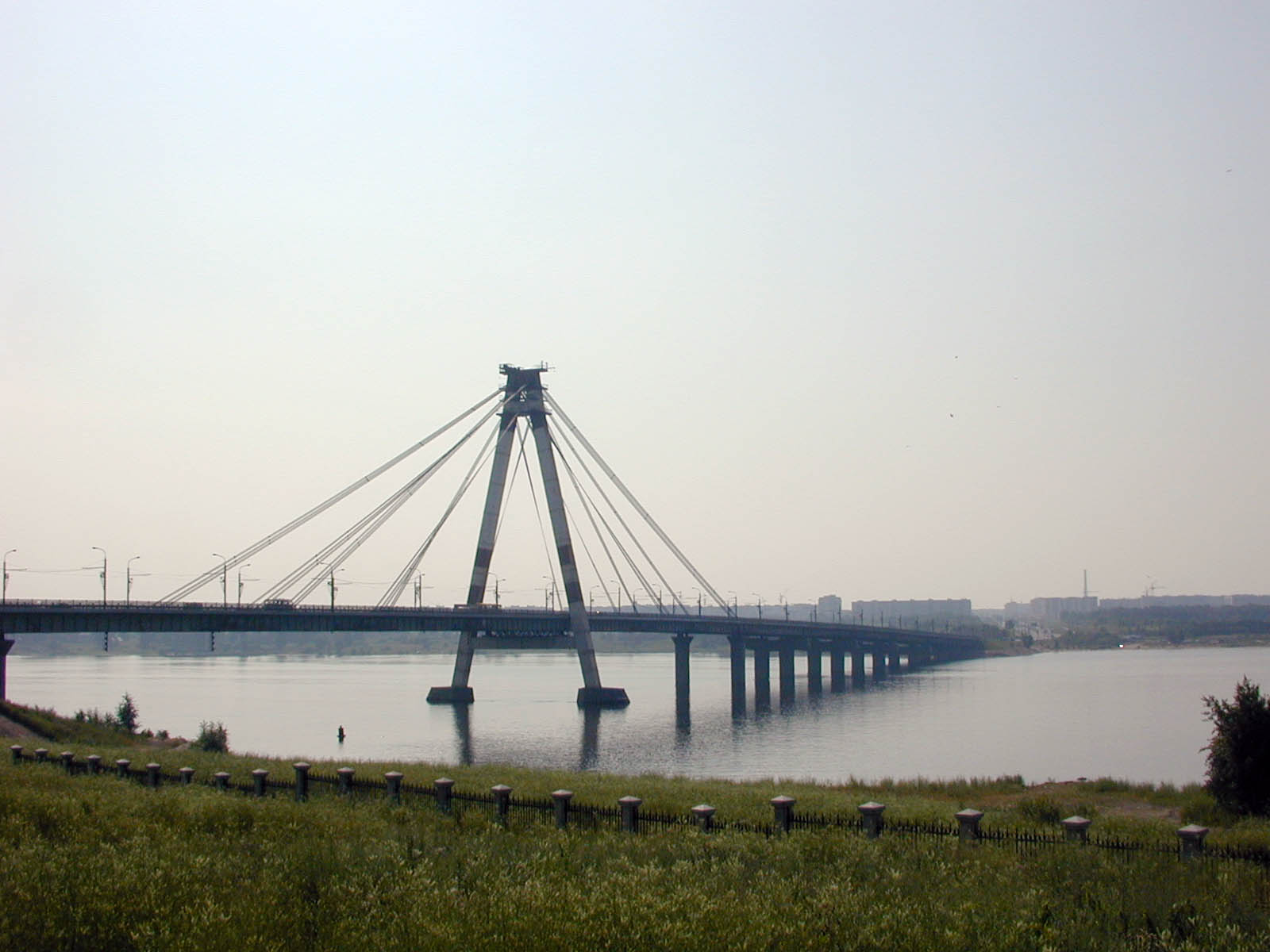
The Oktyabrsky Bridge, the first cable-stayed bridge in Russia (1979)

过去的岁月在这座城市的外表上留下了痕迹。大型住宅和工业建筑已在城市开展。在过去的几年里，Cherepovets建造了数百栋新的多层公寓，独立式和半独立式房屋。
切列波维茨不仅是一座工业城市，而且还是一个文化、教育和体育中心，与当地作家、诗人、演员、画家、作曲家和记者协会合作。
这座城市投资于体育和体育俱乐部。切列波韦茨的运动员定期参加国际和国内比赛。谢韦尔曲棍球俱乐部在Kontinental Hockey League中很有名。谢韦尔篮球队以及国际象棋队是俄罗斯职业大联盟的一部分。

## 友好城市
切列波韦茨友好城市：
- 格朗德桑特, 诺尔省, 北部-加來海峽大区, 法国
- 上奥里亚霍维察, 保加利亚
- 采列, 斯洛文尼亚
- 阿尤德, 罗马尼亚
- 巴拉科夫，萨拉托夫州，俄罗斯
- 辽源, 吉林, 中国
- 克莱佩达, 立陶宛
- 莫洛杰奇诺, 白俄罗斯
- 德里, 新罕布什尔州, 美国
- 蒙特克萊, 新泽西州, 美国
- 拉赫, 芬兰